# Do Smoka
Do Smoka – źródło znajdujące się poniżej dolnego końca polany Gorc Kamienicki w Gorcach. Administracyjnie znajduje się we wsi Zasadne w województwie małopolskim, w powiecie limanowskim, w gminie Kamienica.
Źródło znajduje się na wysokości 1100 m. Spod skały wypływa tu dobra woda nadająca się do picia. Źródło to daje początek potokowi Głębieniec, biorąc nazwę od pobliskiej przełęczy Głębieniec. Nazwa źródła prawdopodobnie pochodzi od Smoka – starosłowiańskiego kultu bożka źródeł, tak jak nazwa miejscowości Smokowiec na Słowacji, czy Smokovo w Grecji.